# Marqués de Roux
Marie de Roux, nació el 17 de febrero de 1878 en Saint-Florent-les Niort (hoy comuna de Niort en el departamento de Deux Sèvres, Francia) y murió el 3 de diciembre de 1943 en el Château du Fort en Aslonnes (distrito de Poitiers, departamento de Vienne, Francia). Fue un abogado, historiador y periodista francés. Proveniente de una familia de la nobleza del Languedoc establecida en Poitou en el siglo XIX, el marqués de Roux fue uno de los responsables políticos del movimiento monárquico francés Acción Francesa.

## Biografía

### Familia y juventud
Louis Amédée Joseph Marie de Roux nació en Saint-Florent-les-Niort en el seno de una familia de noble del Languedoc emigrada a Poitou, la familia de Roux, también conocidos como Roux de Navacelles. Tras su nacimiento, éstos notaron una ligera debilidad en sus pies, por lo que su educación estuvo muy orientada a evitarle demasiado esfuerzo físico.
Estudió piano concienzudamente, siendo su profesor el padre del compositor Jean Déré. En 1889 comenzó sus estudios en el Liceo de Niort, que completó con una mención «muy bien» en su bachillerato. Posteriormente, en 1895, se matriculó en la Universidad de Poitiers, donde preparó la licenciatura en letras y en derecho. La facultad de Derecho de Poitiers, predominantemente conservadora y marcada por la depuración de la función pública, fue escenario de manifestaciones y peleas, que dejaron una huella política en el futuro jurista. Cuando llegó a Poitiers, alquiló una habitación en el número 13 de la calle Cloche-Perse, luego se trasladó al 42 de la calle du Moulin-Vent y, de nuevo, al 35 de la calle Gambetta. Licenciado en letras, el marqués de Roux ingresó en el tribunal de Poitiers en 1898.
En 1901 se ocupó de un caso de sucesión y fideicomiso en el que se opuso al maestro indiscutible del colegio de abogados de Poitiers, Presidente del Colegio, el bâtonnier Barbier. El marqués de Roux ganó el juicio. Ese mismo año, Marie de Roux dirigió la prensa de Poitiers Universitaire, que abandonó para fundar otra publicación llamada Poitiers Étudiant. El 23 de abril de 1903 defendió su tesis De l'insolvabilité civile y se casó en la iglesia de Saint-Hilaire de Niort dos días después. Su esposa, Agnès, educada en el Sacré-Coeur de Niort, era hija del bâtonnier Pierre-Jean de Dieu Besson. El marqués de Roux se trasladó con su esposa a una casa en el número 14 de la Place de la Liberté, lugar en el que funcionó la guillotina durante el Terror. Fue inquilino del Sr. Emile Robain, padre de su camarada monárquico Paul Robain. Sin embargo, adquirió esta propiedad en 1922.

### Jurista y miembro de Acción Francesa
Pronto se dejó seducir por un libro político: Enquête sur la monarchie (Encuesta sobre la monarquía), publicado en 1900 por Charles Maurras. Al año siguiente, publicó un artículo en la revista Poitiers Universitaire titulado «Un latin, Monsieur Charles Maurras».
A continuación intercambiaron correspondencia, tras lo cual, en 1902, el marqués de Roux fundó un grupo de estudio de Acción Francese acompañado por Guy de La Grange, René Baillergeau y Paul Robain, uno de los futuros dirigentes de Acción Francesa. La sección de Acción Francesa fue muy bien acogida en Poitiers, e inmediatamente recibió el apoyo y la financiación del conde Albin Fruchard, propietario del castillo de Dissay, que vivía en la calle Saint-Opportune de Poitiers.
En 1904, el marqués de Roux se reúne por primera vez con el duque de Orleans, pretendiente a la Corona francesa. Ese mismo año, la marquesa de Mac-Mahon funda en Poitiers «el grupo de damas monárquicas y de Acción Francesa», presidido por la condesa de Nuchèze en 1926.
En 1909, Léon Daudet acude a Poitiers a una reunión inaugurada por Marie de Roux. Se crea un departamento jurídico que se confía al marqués de Roux. Se interesa mucho por el círculo Fustel de Coulanges y por el de la Tour du Pin.
El caso Thalamas dio lugar a una petición del marqués para defender a Maurice Pujo, pero el 23 de febrero de 1910 fue condenado a tres meses de prisión.
Fue elegido por primera vez Presidente del Colegio de Abogados de Poitiers el 21 de enero de 1922. Sin embargo, acudía con más frecuencia a París que a Poitiers para defender a los Camelots du roi («Militantes del Rey»). Los días 6 y 7 de noviembre de 1923 se celebró el congreso de jurisconsultos católicos, presidido por Monseñor Chollet, arzobispo de Cambrai, y organizado por el bâtonnier de Roux. Aunque Marie de Roux viajó mucho a la capital, nunca se instaló en París. Su apego a Poitou se confirmó con su nombramiento como representante del duque de Orleans para las Provincias de Oeste.
En 1941, fue profesor suplente de la cátedra de Derecho Romano de la Universidad de Poitiers.
Murió el 3 de diciembre de 1943 en el Châteu du Fort de Aslonnes, en Vienne.
Marie de Roux formó parte de la historiografía antialemana y monárquica, al igual que Jacques Bainville y Léon de Montesquiou. Sus obras eran publicadas generalmente por la Nouvelle Librairie Nationale (editorial nacionalista dirigida por Georges Valois), y algunas de sus obras históricas fueron premiadas por la Academia Francesa.